# Jambles
Jambles – miejscowość i gmina we Francji, w regionie Burgundia-Franche-Comté, w departamencie Saona i Loara. Jambles jest ulokowany we francuskim rejonie winiarskim Côte Chalonnaise i specjalizuje się w uprawie winorośli.
Według danych na rok 2007 gminę zamieszkiwały 492 osoby, a gęstość zaludnienia wynosiła 60 osoby/km². Wśród 2044 gmin Burgundii Jambles plasuje się na 1029 miejscu pod względem powierzchni.